# Warren L. Wagner
Warren L. Wagner (Las Cruces, 8 februari 1950) is een Amerikaanse botanicus.
In 1973 behaalde hij een BSc in de biologie aan de University of New Mexico. In 1977 behaalde hij hier een MSc in de biologie. In 1981 behaalde hij aan de Washington University een Ph.D. met het proefschrift A systematic and evolutionary study of the Oenothera caespitosa species group, Onagraceae. Bij het onderzoek dat leidde tot dit proefschrift werd hij geadviseerd door Peter Raven.
In 1981 en 1982 was Wagner als postdoc actief bij de Missouri Botanical Garden. Van 1982 tot 1988 was hij verbonden aan het Bishop Museum. Van 1983 tot 1988 verrichtte hij ook onderzoek voor het Lyon Arboretum.
Vanaf 1988 is Wagner werkzaam bij de afdeling plantkunde van het National Museum of Natural History (Smithsonian Institution). Daarnaast verricht hij onderzoek voor de National Tropical Botanical Garden. Vanaf 1992 is hij als adjunct-hoogleraar verbonden aan de Duke University. Hij houdt zich bezig met onderzoek naar de systematiek, biogeografie, floristiek en evolutiepatronen van diverse groepen bedektzadigen en dan vooral planten die voorkomen op eilanden in de Grote Oceaan en de teunisbloemfamilie (Onagraceae). Hij gebruikt morfologische en moleculaire gegevens om biodiversiteit en populatiebiologie te onderzoeken. Hij onderzoekt fylogenetische relaties en biogeografische patronen van plantengroepen. Hij werkt samen met wetenschappers als Harold Robinson. Wagner heeft veldonderzoek verricht in Canada, Hawaï, Mexico, de Marquesaseilanden, Taiwan en het vasteland van de Verenigde Staten
Wagner is (mede)auteur van meer dan tweehonderd botanische namen. Hij is (mede)auteur van artikelen in tijdschriften als Adansonia, Annals of the Missouri Botanical Garden, American Journal of Botany, Biochemical Systematics and Ecology, Botanical Journal of the Linnean Society, Brittonia, Novon, International Journal of Plant Sciences, Systematic Botany en Taxon. Hij is auteur van teksten voor het project Flora of China. Samen met Victoria A. Funk is Wagner redacteur van het boek Hawaiian biogeography: Evolution on a hot spot archipelago (Smithsonian Institution Press, 1995). Samen met Dawn Frame, Derral R. Herbst en Seymour H. Sohmer is Wagner auteur van het boek Manual of the flowering plants of Hawai`i (University of Hawaii Press & Bishop Museum Press, 1990). Samen met Susan W. Mill, Donald P. Gowing en Derral R. Herbst is Wagner auteur van de publicatie Indexed bibliography on the flowering plants of Hawai'I (University of Hawaii Press & Bishop Museum Press, 1988).
Wagner heeft meerdere onderscheidingen ontvangen. In 1995 ontving hij de Robert Allerton Award van de National Tropical Botanical Garden voor verrichtingen op het gebied van tropische botanie en horticultuur. In 1992 ontving hij de Henry Allan Gleason Award van de New York Botanical Garden voor de publicatie Manual of the flowering plants of Hawai`i. In 1993 ontving hij voor dezelfde publicatie de Engler Medal in Silver van de International Association for Plant Taxonomy. In 2008 kreeg hij de Merit Award van de Botanical Society of America vanwege zijn verdiensten voor de plantkunde.
Wagner is lid van organisaties als de American Society of Plant Taxonomists, de Botanical Society of America en de International Association for Plant Taxonomy.